# Geonomateae
Tribu
Les Geonomateae sont une tribu de palmiers de la sous-famille des Arecoideae. Anciennement donnés comme sous-tribu de la tribu des Cocoseae, les dernières analyses les ont finalement isolés de cette tribu . C'est un groupe important des régions Néotropicales en raison de sa large distribution en Amérique Centrale et du Sud, de sa diversité, de son abondance et de par l'utilisation d'un certain nombre d'espèces par les populations locales. La distribution de cette tribu des Geonomateae s'étend du sud du Mexique, vers le bas à travers l'Amérique Centrale et en Amérique du Sud, notamment au Brésil et en Bolivie, et les espèces se trouvent également dans les grandes et petites Antilles. Cette tribu se compose d'un groupe de palmiers de sous-bois et sous canopée. Ils occupent à la fois les basses terres tropicales et les forêts de montagne. Les membres de ce groupe sont relativement faciles à collecter, car ce ne sont pas des grands palmiers, ni de canopée, ni des palmiers épineux. Ils sont bien représentés dans les herbiers. La taxinomie et la phylogénie des espèces au sein de la tribu sont encore incertaines,,. La résolution de cette tribu a été contestée, bien que les espèces de Geonomateae sont caractérisées par trois synapomorphies morphologiques: les pétales des  fleurs pistillées sont connés à la base, la présence de styles minces et allongés, et, surtout, les fleurs sont engainées dans des trous sur le rachillae,.

## Liste des genres
- Asterogyne
- Calyptrogyne
- Calyptronoma
- Geonoma
- Pholidostachys
- Welfia